# Dawłet-Ahacz
Dawłet-Ahacz (ukr. Давлет-Агач) – stacja kolejowa w pobliżu miejscowości Nowoseliwka, w rejonie bołgradzkim, w obwodzie odeskim, na Ukrainie. Położona jest na linii z Odessy do Izmaiłu.